# Walter Seelbach

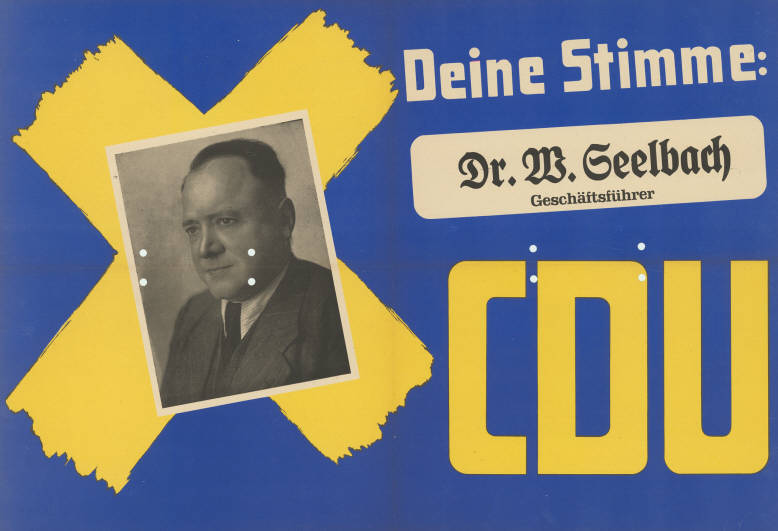
Walter Seelbach auf einem Landtagswahlplakat 1950

Walter Seelbach (* 4. Februar 1900 in Geisweid, Kreis Siegen; † 16. Juli 1970) war ein deutscher Politiker (CDU). Er war von 1950 bis 1958 Mitglied des Landtags von Nordrhein-Westfalen.

## Leben
Walter Seelbach besuchte die Volksschule und anschließend bis zum Abitur ein Realgymnasium. Er leistete 6-monatigen Militärdienst ab und war danach als Volontär bei einer Großbankfiliale. Sein Studium der Rechte an den Universitäten Frankfurt und Marburg schloss er mit Referendarsexamen und der Promotion im Jahr 1924 ab. Im folgenden Jahr trat er ins väterliche Unternehmen ein, eine Verzinkerei und Blechfabrik.
Seelbach war 1945 der CDU beigetreten und wurde Mitglied des CDU-Kreisvereinsvorstandes für Siegen Stadt und Land. 1946 wurde er Mitglied des Kreistages des Landkreises Siegen. Seelbach wurde in der zweiten und dritten Wahlperiode als Direktkandidat der CDU im Wahlkreis 128 (Siegen-Stadt und -Land-West) in den nordrhein-westfälischen Landtag gewählt. Er war Abgeordneter vom 5. Juli 1950 bis zum 12. Juli 1958.